# Walther P38
Adopté en 1938, le Walther P38 est un pistolet double action semi-automatique utilisé par l'armée allemande pendant la Seconde Guerre mondiale. 

## Histoire
Élaboré dans le courant des années 1930 pour remplacer le célèbre Luger P08 vieillissant, il est l'héritier du prototype AP (Armee Pistol) conçu en 1936. Les commandes de la Wehrmacht, de l'État indépendant de Croatie et du RSHA furent livrées par Walther mais aussi par Mauser et Spreewerke. Sa variante commerciale s'appelait Walther HP En 1939, cette variante fut adoptée par l'Armée suédoise comme Pistolet modèle 39.
Particulièrement précis et fiable et d'un usage confortable pour son époque, il a été produit après la guerre en utilisant un alliage d'aluminium et commercialisé sous le nom de Walther P1 (modèle règlementaire de la Bundeswehr entre 1957 et 1995, remplacé par le HK P8).

## Utilisation après 1945
Après 1945, il fut utilisé comme arme semi-réglementaire en Europe :
- Allemagne de l'Est.
- Allemagne de l'Ouest. En plus de la Bundeswehr, les Walther P1 et P4 (version à canon raccourci) furent en service dans la police fédérale et les polices d'état allemandes.
- Autriche Surplus offerts par la France.
- Albanie.
- France : Armes fournies au titre des dommages de guerre. En service de 1945 à 1955 dans l'Armée française, la Gendarmerie nationale et la Police nationale (CRS). Les P1 et P4 furent produits sous licence par Manurhin.
- Norvège.
- Portugal, fut utilisée durant les guerres coloniales portugaises.
- Tchécoslovaquie.
- Union soviétique.
- Yougoslavie.

Mais aussi au Proche Orient :
- Israël
- Turquie
- Liban

Et en Asie :
- Chine
- Corée du Nord
- Viêt Nam

## Fiche technique P38/P1
- Calibre : 9 mm Parabellum, 7,65 mm Parabellum et 22 Long Rifle (P1)
- Longueur : 21,8 cm
- Longueur du canon : 12,4 cm
- Poids non chargé : 0,879 kg (0,772 kg pour le P1)
- Poids chargé : 1,077 (0,977 kg pour le P1)
- Capacité : 8 coups

## Variantes
La firme Carl Walther proposa également, dans les années 1970, les P4 et P38K, à canons plus courts, destinés à équiper les policiers en uniforme pour le P4 et en civil pour le P38K. 

### Fiche technique P4
- Calibre : 9 mm Parabellum
- Longueur : 20 cm
- Longueur du canon : 11 cm
- Masse pistolet non chargé : 780 g
- Capacité : 8 coups

### Fiche technique P38K
- Calibre : 9 mm Parabellum
- Longueur : 16 cm
- Longueur du canon : 7 cm
- Masse pistolet non chargé : 770 g
- Capacité : 8 coups

## Sources
- (en) Cet article est partiellement ou en totalité issu de l’article de Wikipédia en anglais intitulé « Walther P38 » (voir la liste des auteurs) recoupé et complété par le livre de M. Malherbe sur Le Walther P38  seigneur de la Guerre paru chez Crépin-Leblond en 1988.